# Vicolungo
Vicolungo és una localitat i comune italiana de la província de Novara, a la regió del Piemont, que compta amb 879 habitants.

## Història
A la època romana, passava per Vicolungo la via delle Gallie, una via romana consular construïda per August per connectar la Pianura Padana amb la Gàl·lia.

#### Monuments i llocs d'interès
- Tenuta Torre di Gargarengo - A la zona del Gargarengo, a l'esquerra del canal de Busca.[1]

## Evolució demogràfica
| Gràfica d'evolució demográfica de Vicolungo entre 1861 i 2001 |
|                                                               |

## Administració
A continuació es mostra una taula relativa a les administracions que s'han succeït en aquest municipi.
| Període   | Nom de l'alcalde/-essa   | Partit polític       | Data de possessió  |
| --------- | ------------------------ | -------------------- | ------------------ |
| 1985-1990 | Gian Pasquale Castellani | Democràcia Cristiana | 19 de juny de 1985 |
| 1990-1995 | Aldo Faitelli            | Democràcia Cristiana | 7 de juny de 1990  |
| 1995-1999 | Marzia Vicenzi           | Vicolungo a Crescita | 24 d'abril de 1995 |
| 1999-2004 | Marzia Vicenzi           | Vicolungo a Crescita | 14 de juny de 1999 |
| 2004-2009 | Giuseppe Salvo           | Vicolungo a Crescita | 14 de juny de 2004 |
| 2009-2014 | Marzia Vicenzi           | Vicolungo a Crescita | 8 de juny de 2009  |
| 2014-2019 | Marzia Vicenzi           | Vicolungo a Crescita | 26 de maig de 2014 |
| 2019-2024 | Marzia Vicenzi           | Vicolungo a Crescita | 24 de maig de 2019 |
| 2024-2029 | Marzia Vicenzi           | Vicolungo a Crescita | 22 de juny de 2024 |

## Galeria

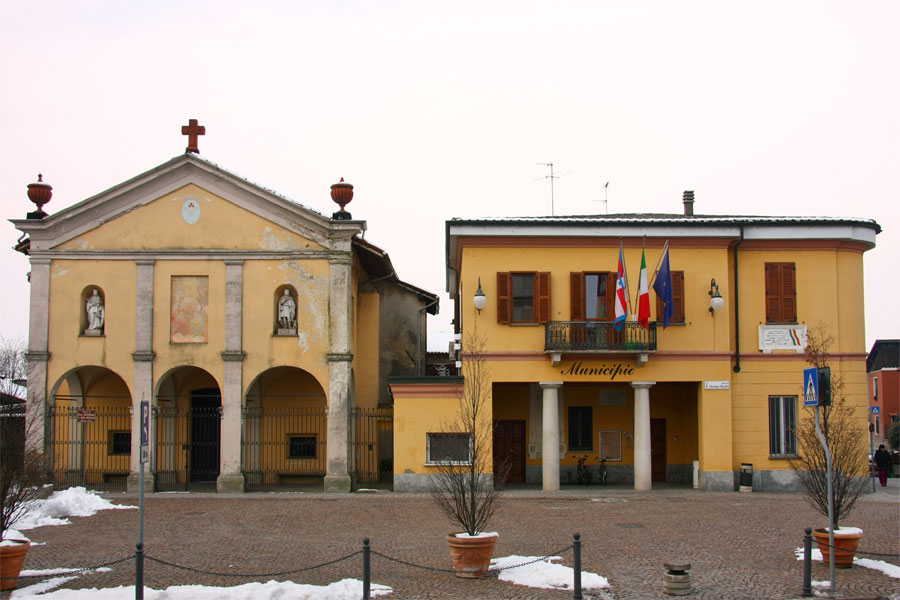
Ajuntament
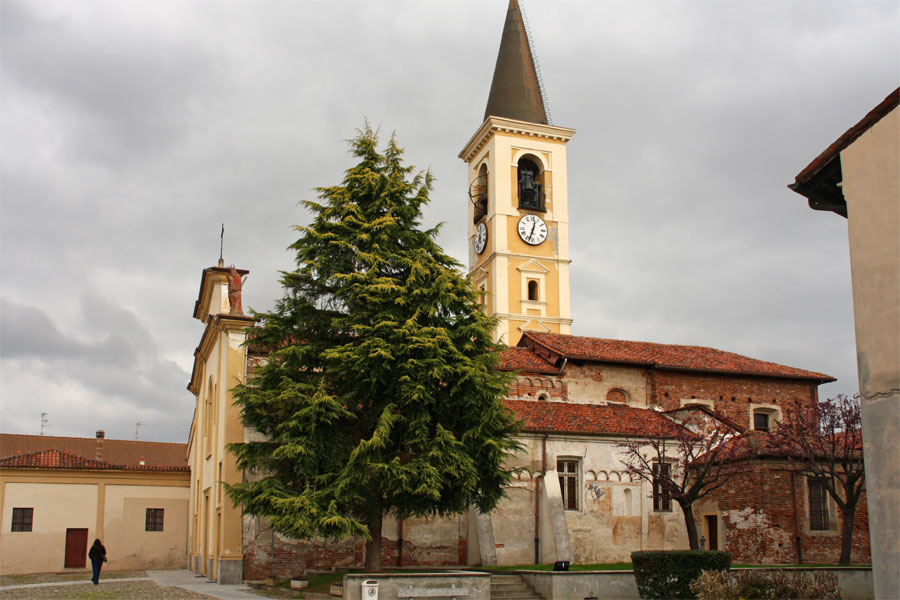
Església parroquial de Sant Giorgio
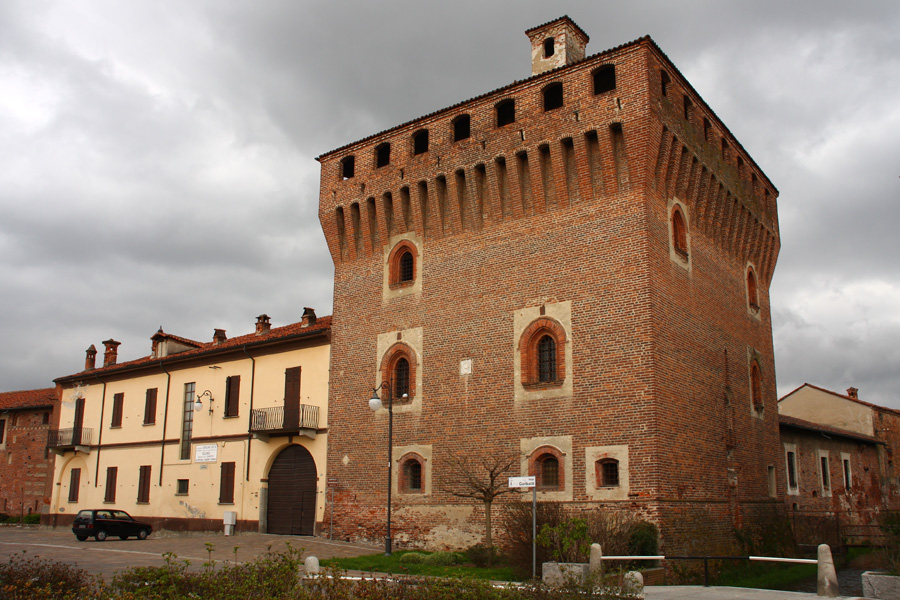
El castell